# Cavellia roseveari
Cavellia roseveari är en snäckart som först beskrevs av Suter 1896.  Cavellia roseveari ingår i släktet Cavellia och familjen Charopidae. Inga underarter finns listade i Catalogue of Life.